# Nudo disteso (Modigliani 1917)
Nudo disteso è un dipinto a olio su tela (89x146 cm) realizzato nel 1917 dal pittore italiano Amedeo Modigliani.
È conservato in una collezione privata parigina.
È uno dei numerosi nudi che hanno caratterizzato la produzione dell'artista italiano.